# Тома Пикети
Томà Пикетѝ (на френски: Thomas Piketty, френски: [tɔma pikɛti], р. 7 май 1971, в Клиши, предградие на Париж, е френски икономист, спечелил си известност с изследванията върху икономическото неравенство. Един от учредителите и първи директор на Парижката школа по икономика.

## Биография
Пикети следва икономика и математика в École Normale Supérieure (ENS), която завършва през 1989 г. През 1993 г. защитава докторат, върху който е работил в Лондонската школа по икономика и EHESS. През следващите две години преподава в Масачузетския технологичен институт, след което се завръща и работи основно във Франция, в CNRS и EHESS. През 2006 г. за кратко е директор на Парижката школа по икономика, но напуска поста поради политически ангажименти и остава там като преподавател.
Икономическите неравенства са траен интерес в трудовете на Пикети. Докторската му дисертация е на тема „Essais sur la théorie de la redistribution des richesses“, а първата му книга, която бързо му спечелва внимание сред разнородни кръгове, е публикувана през 2001 г.. През 2012 г. излиза обобщаващият му исторически и статически труд, Капиталът през XXI в., който веднага е преведен на английски и предизвиква широк отзвук.
През 2015 г. Пикети е поканен за професор в Лондонското училище по икономика

## Идеи
Ключовото наблюдение на Пикети е, че за икономиката на западните държави периодът от 1914 г. до началото на 70-те години на ХХ век е съвсем нетипичен. Но именно тогава са формулирани основните варианти на икономическите теории, които доминират и до днес. Например след Втората световна война в САЩ Саймън Кузнец установява спад на неравенството, и макар това да е кратък епизод, изключение от тенденциите, тъкмо той се приема за норма. В началото на XXI век светът обаче се е върнал към високите нива на неравенство, характерни за западните страни след Първата индустриална революция. Частното богатство расте по-бързо от националния доход и се концентрира в ръцете на все по-малко семейства.
Централното неравенство, което Пикети коментира, е r>g, където r e възвръщаемостта на капитала, а g е икономическият ръст. Когато доходите от капитал изпреварват ръста, неравенството расте. При равни други условия по-бързият растеж би намалявал важността на богатството като източник на доходи, докато при бавен ръст то се увеличава.
За Пикети икономическата поляризация в обществата е обусловена от политически решения и той се разграничава от множеството икономисти, поддържащи неолибералната теза, че свободата на пазарите гарантира саморегулация на икономиката и обществото като цяло. Той предпочита да не прогнозира до какво би могло да води все по-задълбочаващото се неравенство и препоръчва мерки за неговото ликвидиране. Консервативно настроени икономисти изтъкват, че така той политизира икономическата дисциплина.
В 2023 г. публикува книгата „История на политическия конфликт, избори и социално неравенство във Франция“. Разглеждането третира връзките между социогеографските различия в страната и изборните предпочитания, използвайки значителни масиви от информация.